# Kostel svatého Vavřince (Kožlany)
Kostel svatého Vavřince v Kožlanech je původně gotický, barokně přestavěný jednolodní farní kostel.

## Historie
Kostel stojí v dominantní poloze ve východní, původní části městečka. Postaven byl pravděpodobně v letech 1240–50 za vlády krále Václava I. Poprvé je připomínán v roce 1283, kdy se stal farním kostelem. V roce 1430 byl kostel zničen Tábority a opravy se dočkal až za pánů Týřovských. V roce 1571 byl kostel opravován a po opravě zůstal zachován jen presbytář a zdi v základech. V roce 1769 kostel vyhořel a byl následně barokně přestavěn. Další požár hrozil 1. července 1897, kdy do kříže na věži uhodil blesk. Ačkoliv se samotný elektrický výboj zastavil a roztříštil o největší z bání věže, dokázal zahřát kovové části konstrukce věže natolik, že asi po 8 minutách začaly nad báň stoupat malé obláčky a po další chvíli první plameny. Věž kostela byla však rychle uhašena.

## Stavba
Kostel je orientován k východu. Mírně užší presbytář s trojbokým závěrem je připojen k obdélné lodi, k jejíž západní stěně přiléhá čtyřboká věž. Před severním průčelím, které směřuje k městečku, je pravoúhlá předsíň, k jižní straně presbytáře přiléhá obdélná sakristie.
Gotický presbytář, který patrně pochází z 2. poloviny 14. století, je sklenut křížovou klenbou; vítězný oblouk a okna jsou hrotitá. Vítězný oblouk, klenba a stěny presbyteria jsou bohatě vyzdobeny původními gotickými malbami z poloviny 14. století znázorňujícími proroky a zemské patrony. Fresková výzdoba byla objevena v roce 1949 a v roce 1952 byla odborně restaurována Františkem Fišerem. Presbytář je zastřešen sedlovou střechou s valbami nad závěrem, z hřebene vyrůstá osmiboký sanktusník s cibulovou stříškou.
Obdélná loď kostela ve stěnách skrývá zbytky gotického zdiva. Loď má plochý strop, v západní části je kruchta podepřená dvěma dřevěnými sloupy. Věž je zastřešena cibulovou bání s osmibokou lucernou, nad níž je cibulová stříška s hrotnicí, makovicí a křížem.

## Mobiliář
Hlavní novogotický oltář nese barokní obraz sv. Vavřince od Petra Brandla. Barokní boční oltáře byly do kožlanského kostela přeneseny ze zrušeného dominikánského kláštera v Plzni. V kostele jsou náhrobníky Týřovských, v předsíni pak náhrobníky kožlanských farářů z let 1801 a 1816.

## Okolí
Kostel je obklopen zrušeným hřbitovem, na kterém stojí socha sv. Jana Nepomuckého z roku 1737. Na východní straně předsíně stojí socha Madony, na západní straně socha sv. Josefa.